# 郝盛琦
郝盛琦（1924年10月11日—2020年4月5日），安徽省萧县人，中华人民共和国政治人物，曾任中共中央顾问委员会副秘书长。

## 生平
郝盛琦出生于安徽省萧县。青少年时期参加中国共产党的革命工作。16岁加入中国共产党。1940年代，先后领导了对敌武装斗争和区、县基层领导工作、经济工作。
中华人民共和国成立后，先后在上海中共中央华东局以及北京中共中央农村工作部、中共中央办公厅从事农村工作、社会经济、党的建设等方面调查研究。曾任中共中央书记处办公室负责人、中共中央顾问委员会副秘书长。
离休后，继续从事考察和研究，曾任中国公益事业联合会会长。中共中央提出社会主义新农村建设这一决策后，郝盛琦组织专家学者等开展社会主义新农村建设方面的调查研究。
2020年4月5日在北京逝世。